# Pericosmus macronesius
Pericosmus macronesius is een zee-egel uit de familie Pericosmidae.
De wetenschappelijke naam van de soort werd in 1914 gepubliceerd door René Koehler.